# بيت بيثيون
بيت بيثيون (بالإنجليزية: Pete Bethune)‏ هو مستكشف نيوزيلندي، ولد في 4 أبريل 1965 في هاميلتون في نيوزيلندا.